# Cầu diệp rêu
Cầu diệp rêu (danh pháp hai phần: Bulbophyllum bryoides) là một loài phong lan thuộc chi Bulbophyllum. Đây là loài đặc hữu của Việt Nam.